# Thomas Pichon
Thomas Pichon, noto anche col nome di Thomas Tyrell, (Vire, 30 marzo 1700 – Saint Helier, 22 novembre 1781), è stato un agente segreto e scrittore francese naturalizzato britannico.
Tradì gli acadiani schierandosi con gli inglesi e per questo divenne anche noto col soprannome di "Il Giuda d'Acadia".

## Biografia
Figlio di un mercante di Vire, Thomas Pichon iniziò studiando medicina a Parigi, ma abbandonò tale carriera per mancanza di denaro e divenne quindi precettore in una famiglia della buona società. Nel 1726 sposò una ricca vedova parigina di 20 anni più grande di lui. Dal 1741 al 1748 lavorò in varie amministrazioni ospedaliere dell'esercito in Boemia, Baviera e Paesi Bassi. Dimostrò grande onestà nel suo lavoro impedendo il dilagare della corruzione in tali ambienti militari, forte anche dell'appoggio che in questo gli diede il suo protettore, il conte d'Argenson, il quale nel giugno del 1751 gli propose di trasferirsi nella colonia della Nuova Francia col pretesto di accompagnare come segretario il conte Jean-Louis de Raymond, da poco nominato governatore dell'Île Royale.
Assegnato a Fort Beauséjour, nell'ottobre del 1753 iniziò i propri legami coi capitani inglesi George Scott e John Hussey a Fort Lawrence. Nel 1754, deluso dall'atteggiamento dell'amministrazione francese in Acadia e credendo che la sua devozione non fosse ripagata, decise di mettersi al servizio del governo inglese che considerava meno oppressivo. Dal settembre di quello stesso anno decise di comunicare agli inglesi di Fort Lawrence la propria disponibilità a collaborare, fornendo documenti sotto il nome di "Tirell" ed asserendo di avere origini inglesi per parte di sua madre. Il 16 giugno 1755, nell'ultima fase della guerra di padre Le Loutre, gli inglesi conquistarono Fort Beauséjour grazie alle informazioni da lui fornite e simularono la sua detenzione prima di trasferirlo in Inghilterra dove lord Halifax gli ottenne presso il governo una pensione di 200 sterline annue.
Nel 1756 conobbe a Londra la scrittrice Marie Leprince de Beaumont, con la quale visse dal 1758, fingendosi suo marito. Nel 1760 pubblicò a Londra le sue memorie in francese e in inglese. Nel 1763 pensò di lasciare l'Inghilterra per la Savoia per seguire la compagna, rinunciando però di fronte alla prospettiva di perdere la pensione assegnatagli se avesse lasciato il territorio inglese. Intorno al 1769 si stabilì nel Jersey, dove poi morì nel 1781 all'età di 81 anni. Lasciò in eredità tutta la sua fortuna e la sua vasta biblioteca alla sua città natale di Vire, all'espressa condizione che i contenuti non fossero dispersi, cosa che invece si avverò con la Rivoluzione Francese un decennio dopo.